# 月浦街道
月浦街道，是中华人民共和国广东省汕头市金平区下辖的一个乡镇级行政单位。

## 行政区划
月浦街道下辖以下地区：
月浦社区、湖头社区、沟南社区、赤窖社区和华新城社区。